# Масакр у Краљеву
Масакр у Краљеву је назив за масовна стрељања грађана Краљева која су у октобру 1941. за време Другог светског рата у окупираној Србији извршиле немачке окупационе снаге. Стрељања су се догодила у знак одмазде због устаничке активности у околини града, односно како би се терором деблокирао град. Први таоци су узети 14. октобра, потом је у ноћи 15/16. октобра стрељано 1.736 људи. Касније је још једна велика група грађана заробљена на превару и стрељана два дана касније, што је резултовало укупним потврђеним бројем од 2.196 људи који су евидентирани именом и презименом од чега 54 Руса, око 60 Словенаца и других. Укупан број страдалих цивила на краљевачком подручју износи 2.255. У Краљеву је после Другог светског рата, 1950. године основан Народни музеј, где постоји стална поставка која говори о Краљевачком масакру из 1941.
Масакр у Краљеву је коинцидирао с много познатијим масакром у Крагујевцу.
Збивања у Краљеву су године 1975. послужила као подлога за играни филм Црвена земља.

## Стрељање у лагеру у Краљеву
Како је Априлски рат имао карактер недовршеног рата у слободарској свести српског народа, уследило је формирање два покрета отпора немачкој окупацији. Устанак, стварање слободне територије, представљају заједничке подухвате партизанских и одреда ЈВуО, који ће се, различити у идеолошком, војно-стратегијском смислу, од 31. октобра 1941, иза заједничке опсаде Краљева и напада на у њему стациониране Вермахт трупе, потпуно раздвојити. У телеграму вишој команди, Вилхелм Лист, војни заповедник Југоистока, 13. септембра 1941. саопштава: „Установљена је веза између устаника, које заповедник Србије… назива „комунистима“ и четницима“.
У циљу гушења устанка, Врховна команда Вермахта и окупационе власти у Србији донели су низ наредби које су предвиђале драстичне казнене мере. У Србији се од краја септембра 1941. репресивне мере претварају у одмазду над целокупним становништвом. Генерално наређење за извршење злочина, иницирано је 16. септембра 1941. наредбом Адолфа Хитлера издатом Вилхелму Листу, војном заповеднику Југоистока:
„... да се најоштријим мерама за дуже време успостави поредак“. Начелник Врховне команде Вилхелм Кајтел, истог дана је проследио: „Вођа је сада наредио да треба свуда применити најоштрије мере како би се покрет угушио у најкраћем року… Као одмазда за живот 1 немачког војника мора се у тим случајевима узети као опште правило да одговара смртна казна 50-100 комуниста. Начин извршења смртне казне мора још појачати застрашујући ефекат.“ Франц Беме, на предлог фелдмаршала Листа, већ 20. септембра 1941. примио је дужност Опуномоћеног главнокомандујућег генерала у Србији, тиме целокупну војну и извршну власт:
„Ваш је задатак да прокрстарите земљом у којој се 1914. потоцима лила немачка крв услед подмуклости Срба, мушкараца и жена. Ви сте осветници тих мртвих. За целу Србију има се створити застрашујући пример који мора погодити целокупно становништво.” Конкретизација сурових наредби највише немачке команде уследила је кроз „застрашујуће примере“ у околини Шапца, у Краљеву и Крагујевцу.
Саботаже устаника у околини Краљева, о чему сведоче бројни телеграми немачкој управној власти, прерасле су у стварање устаничког обруча око града и у њему стационираних немачких снага. Партизанско-четничка блокада у којој су устаници до 4. октобра заузели војне положаје на свим прилазима граду, координисана је из заједничког штаба у Дракчићима. Немачка окупациона власт у Краљеву је још 16. августа продужила трајање полицијског часа до 9 увече. Фабрике, радње и пијаца су били затворени 3. октобра, а слобода кретања је била дозвољена само уз посебне објаве. Противмера 717. дивизије Вермахта, била је да од 4. октобра, када су затворени радници Фабрике авиона, почну са затварањем талаца у локомотивску халу, у кругу Железничке радионице. Како би спречили евентуално прикључење радника устаницима, немачке власти су наложиле Управи Фабрике авиона да раднике позове да дођу по плате, које нису биле исплаћиване од почетка окупације. Свега 135 талаца је касније било пуштено кућама због старости или недовољне стручности. Сама фабрика је 11. октобра угашена, а њена управа је била премештена у Земун. Радници и службеници оновремених фабрика, железничари, рацијом покупљени грађани — постали су таоци у „сабирном логору“ на градској периферији, који су савременици по складиштима војног материјала југословенске војске називали лагером. У хапшењу талаца учествовали су и припадници српске жандармерије, али је касније 32 жандарма стрељано јер су их Немцима били потказани као сумњиви од стране капетана Рајка Терзића. На основу записа које су таоци оставили, може се закључити да су очекивали да ће бити ослобођени. Овакве наде је будило депортовање заробљеника у Априлском рату у војне логоре, али и незнање о стрељањима у околини Шапца. Овим се може објаснити мали број покушаја групних покушаја пробоја из логора.
Оружани напади партизанско-четничких јединица на 717. дивизију Вермахта, у којима је погинуло 14, а рањено 10 немачких војника, непосредно су послужили за дословно спровођење наредби драконским кажњавањем талаца. У ланцу војне одговорности регуларне војске Немачке, Вермахта, пошто је штаб 717. дивизије примио наредбу генерала Франца Бемеа од 10. октобра 1941, штаб дивизије је исту проследио командантима пукова. Командант 749. пука, мајор Ото Деш, издао је наредбу о извршењу масовне одмазде. Овлашћења су била јасна, конкретизовано њихово извршење у размерама 100 талаца за 1 погинулог, 50 за рањеног немачког војника. Мајор Ото Деш, командант 749. пука, чије је седиште било у Краљеву, стајао је иза непосредних извршилаца Алфонса Мациовича, командата места Краљево и мајора Кенига, команданта гарнизона у Крагујевцу. У немачким наредбама је нарочито било истицано да треба хапсити мушке рођаке устаника старости од 15 година и више, као и супруге устаника.
Ванредно стање са преким судом, уведено је у Краљеву 15. октобра, истог дана када је почело стрељање талаца. Тог дана је стрељана прва група од 300 талаца. Таоци су били извођени у групама по 100 људи. Испред митраљеза, војника 749. пешадијског пука 717. посадне дивизије, од којих су 2/3 чинили Аустријанци, таоци су натерани да копају ровове, не слутећи да ће то постати њихове раке. Казивања преживелих са стрељања, поруке које су таоци слали породицама из локомотивске хале, потресна су сведочанства о последњим данима живота стрељаних. Марко Сломовић:
Врата од хале се затворише и ми остасмо напољу. Било нас је око 100. Показаше нам гомилу алата и наредише да свако узме ашов, пијук или лопату. Тада нас постројише по тројицу и под стражом поведоше уз пругу према Ложионици. Зауставили су нас на великој ледини, обраслој жбуњем, у кругу Железничке радионице… Немци су нам рекли да не копамо ровове према средини већ само около, тако да је сада оно што смо копали представљало велики квадрат на чију смо средину бацали ископану земљу. Приметио сам испред нас неколико митраљеских гнезда… Све наде у живот одједном су пале у воду… Неки су излетели из нашег строја и на немачком почели да објашњавају да имају малу децу… једни су мирно чекали да им митраљеска зрна прекрате живот. Други су почели да грде Немце, да их псују, проклињу. Митраљески рафали прекинули су све то…— Силвија Крејаковић, Идентитети жртава стрељаних у Краљеву октобра 1941, стр. 46.
Последњи дан стрељања, био је 20. октобар. Чланови Ватрогасног друштва, контролисаног кретања и под сумњом немачких власти од изласка чланова Ватрогасне чете, који су преко Ибарског моста на превару као ватрогасни оркестар прошли поред немачких стражи 27. септембра 1941. ка одреду на Гочу, према наређењу команданта места одређени су да после стрељања сахрањују жртве. У сахрањивању жртава је поред 29 ватрогасаца учествовало и око 100 припадника Фабрике авиона. Већина њих је потом и сама била стрељана. Немачки војници су хицима убијали оне који су након стрељања показивали и најмање знаке живота.
Било је и покушаја да се стрељање заустави. Гојко Николиш и Павле Јакшић упутили су 7. октобра ултиматум команданту места у Краљеву тражећи пуштање талаца, али Немци на ултиматум нису одговорили. У покушају да се трагедија заустави у партизанско-четнички штаб у селу Дракчићи је отишла и једна делегација, коју су чинили професор Радослав Веснић, општински кмет Миле Радовановић, један службеник и један радник. Делегација је пренела захтев немачких власти да се обустави блокада Краљева, као и претњу да ће таоци бити стрељани уколико то не буде било учињено. Ратни председник краљевачке општине, Душан Крстић, био је члан делегације која је након састанка у хотелу Југославија 19. октобра предала мајору Дешу петицију са молбом да се стрељање грађана прекине. Упркос овоме, Крстић је 22. априла 1945. године био стрељан по пресуди чачанског Војног суда као колаборациониста. Стрељање је покушао да прекине и владика Николај Велимировић, који је након вести о стрељању талаца у Краљеву дошао у град како би убедио немачког командата места да поштеди животе талаца.

## Жртве немачког злочина
Иза масовног злочина, читав простор лагера засут је кречом. Многе породице изгубиле су више својих чланова у октобарском стрељању (Блажићи, Димитријевићи, Радомировићи, Марковићи, Обрадовићи, Петровићи...). Дубоко, као белег, сећање на жртве стрељања остало је у свести нараштаја, породица, суграђана.
Број жртава Краљевачког масакра у медијима и говорима током комеморација и уџбеницима, али и у свести Краљевчана процењиван је на између 6000 и 7500 стрељаних. Међутим, ово "лицитирање" броја жртава је бацило у други план чињеницу да се иза сваког броја налазио човек са именом и презименом, личност различитих убеђења, животних околности, старости. Иако спискови стрељаних нису потпуни и не нуде коначан број, потрага за „људским ликом и именом жртве“ водила је ка укупном броју од 2196 стрељаних у лагеру, испод кога не треба ићи у даљим истраживањима. Захваљујући сачуваним примарним изворима, сведочењима савременика, вишегодишња истраживања су утврдила да је стрељано најмање 2255 цивила, међу којима је било и деце, жена и стараца. Резултат вишегодишње анализе примарних историјских извора била је картотека са личним подацима о жртвама и њиховим фотографијама. Лични досијеи стрељаних, у форми картона, садржавали су основне биографске податке, откуцане на машини. У картонима су наведени и подаци у ком списку је жртва наведена. Формирањем базе података олакшано је утврђивање поузданих података, избегнуто дуплирање имена или бројева у писаним изворима различите провенијенције, као и мањкавости наративних и мемоарских извора. Идентификовано је 2196 жртава од 2255 стрељаних цивила. Како су немачки војници стрељали и цивиле у околним селима током октобра 1941. године, за 61 лице није било могуће одредити тачно место смрти.
Социолошко-демографске анализе настале на основу обједињене меморијалне баштине у бази података, непосредно говоре о суровости и геноцидности ратног злочина против човечности који је починила регуларна војска Вермахта у Краљеву, октобра 1941. Постојећи подаци показују да је у лагеру стрељано најмање 106 особе млађе од 18 година (4,7% од укупног броја стрељаних). Међу стрељанима је било 29 жена. Размере злочина против човечности посредно се налазе и у броју породица које су остале без хранитеља, броју ратне сирочади, разореној привреди, засновано на податку да је у најплодотворнијем животном и радном добу, између 25. и 45. године живота било најмање 1338 стрељаних талаца, већином радника и службеника оновремених Фабрика авиона и вагона, железничара, запослених у установама и школама... Међу ухапшенима током рације су били и покретни болесници краљевачке болнице.
По структури запослености, највише страдалника радило је у железничким службама и у Железничкој радионици, чак 31% од оних за које имамо податке о месту упослења. Пошто је Краљево у међуратном периоду било важан железнички чвор између Београда, Скопља и Солуна овај податак није изненађујући. Више од петине страдалих, 21% њих радило је у Фабрици авиона. Међу стрељанима су били и припадници руске емиграције, као и избеглице из Словеније и НДХ које су у Краљеву пронашле уточиште, као и посао у градским фабрикама. Ипак, приче о „непрегледном транспорту избеглица", који су из возова одвођени директно на стрељање се ипак не могу потврдити. Тако је на пример већина стрељаних Словенаца је у Краљево дошла још пре почетка рата. Поред запослених у овим фабрикама (машиновођа, бравара, стругара, авио-механичара, инжењера, службеника, шегрта), стрељани су и судије, земљоделци, бербери, учитељи, наставници и школски надзорници, ђаци, једна жандармеријска чета, војници и старешине некадашње војске Краљевине који нису доспели у немачко заробљеништво, домаћице, зидари, службеници Поште и телеграфа, Среског начелства, Општинских служби Финансијске контроле и Техничког одељења, свирачи, зидари... Претежно православне вероисповести, уз 77 католика, међу којима највише Словенаца, стрељани су на једном стратишту — у западном делу круга Железничке радионице.

## Култура сећања
Пут који је водио до формирања историјског одељења и збирки Народног музеја у Краљеву, полазио је од послератних подухвата ентузијазмом надахнутих суграђана, међу којима и бројних учесника НОР-а, на прикупљању документарне грађе и предмета. У прикупљању грађе учествовали су, поред Народног музеја Краљево, и Архив у Крагујевцу (надлежан за краљевачко подручије до оснивања Историјског архива Краљево 1961. године), затим Војно-историјски институт, Институт за историју радничког покрета Србије и Комисија за неговање традиција НОБ-а при Републичком одбору СУБНОР-а. Значајан допринос прикупљању грађе за будући су у овом периоду дали и Никола Коча Јончић, првоборац и истакнути друштвено-политички радник, и Реља Новаковић, директор Гимназије, као и Милорад Јовић, који ће постати први управник музеја. У прикупљеној баштини, како би, у духу времена блиског догађајима у окупацији, по речима првог музејског управника, професора Милорада Јовића: „испунили велику обавезу према народу нашег среза, према граду овенчаном мученичком славом, да би очували и могли да прикажемо наше духовне и вредносне творевине…“ преовлађивала је ратна заоставштина, а у њој, драгоцени и документи и предмети стрељаних сачувани у породицама. Међусобном сарадњом Историјског архива, Народног музеја и институције Спомен-парка, прикупљена је и уобличена драгоцена меморијална баштина коју су чинили аутентични историјски извори различите провенијенције, лични предмети и документи стрељаних од 15-20. октобра 1941. Овде треба поменути и рад Фонда за историју радничког покрета и НОБ-а Краљево, који је 1979. године основан при Историјском архиву Краљево на иницијативу Секције бораца IV краљевачког батаљона у Београду, и који је ангажовао спољне сараднике на селекцији, прикупљању и организовању архивске грађе похрањене у другим институцијама.
Базом података као електронским записом, сталном поставком и записом у Поменику, обједињени су фрагменти памћења потомака и суграђана, личних докумената, спискова различитог порекла и места настанка — свих чувара имена стрељаних, парохијана, овдашњих грађана, или оних придошлих који су ухлебљење нашли у Краљеву између два рата, из далеке Русије после Октобарске револуције, Словеније, Босне, Хрватске. Сачувано је и сећање на имена оних избеглих од горег насиља у почетку окупације Југославије, који су у Краљеву налазили уточиште, не слутећи да ће наћи и смрт.
У складу са савременом музеолошком праксом, између осталог и оном примењеном у музеју холокауста у Јад Вашему у Јерусалиму, чији назив на хебрејском, утемељен у Старом завету значи “место за сећање (помен) на име” тежиште сталне музејске поставке о октобарској трагедији је на личности убијеног. А свако од њих је имао име, идентитет. Четири књиге Поменика, где је свака страна посвећена по једној жртви, као писани споменик, има личну посвету, за памјат, или за сећање у језику старих Словена и црквеном богослужењу. При томе је жртва представљена као део колективитета, породичног и друштвеног, који је масовним злочином претрпео ненадокнадив губитак. Јер, свеобухватну слику људског страдања на краљевачком подручју у октобру 1941. чине и посредни фрагменти злочина почињеног против човечности — породице које су изгубиле хранитеље, ратна сирочад, негативна демографија по броју стрељаних који је тек требало да постану очеви и мајке...
Аутентични спискови са именима стрељаних настали непуну годину иза октобарске трагедије, током априла 1942. по наредби број 4353 начелника округа краљевског од 24. марта 1942, први проговарају о стрељанима. Са места највеће трагедије у историји краљевачког подручја, преживело је најмање 27 талаца, чија су сведочења забележена као драгоцена мемоарска грађа.
Спискови стрељаних различите провенијенције настали су непуну годину иза лагерског стрељања (10-26. априла 1942) по наредби Окружног начелства округа краљевачког, у фабрикама, установама, школама на територији Краљева и околине. Хронолошки најближи догађају, представљају најважније примарне изворе и полазиште историографских истраживања о овој теми. Оригиналне спискове стрељаних је сачувао Гвозден Јовановић, службеник општинске управе у Краљеву за време рата. Народни музеј у Краљеву их је преузео и обрадио 1976. године. Ови оригинални, аутентични извори 1. реда настали у фабрикама, установама, школским управама евидентирали су сопствене губитке, стрељане раднике и службенике: Железничке радионице (Фабрике вагона) и Фабрике авиона; Шумско-индустријског предузећа Миљка Петровића; запослених у установама Техничког и одељења Финансијске контроле при Среском начелству; ПТТ, Среског суда; Државног тужилаштва; Окружног суда у Краљеву; Жичког црквеног суда; Шумске управе; железничких радника и особља: железничке станице; ложионице; XIV секције за одржавање пруге; запослених у просвети: учитеља народних школа и школских надзорника; Средње пољопривредне школе, Гимназије; чланова Жандармеријске чете и Ватрогасне чете. По  28. маја 1942. по наредби и у провенијенцији Окружног начелства наведени спискови обједињени су у Списак лица са територије Жичког среза која су изгинула у време комунистичких нереда, који осим евиденције стрељаних радника, службеника, односно запослених бележи и незапослене стрељане цивиле, као и убијене ван лагера од стране немачке казнене експедиције.На овом списку забележени су подаци о 1965 цивилних жртава, од којих је 1680 стрељано у Лагеру. Нажалост, ови подаци су често штури и непрецизни. У нешто млађем Списку погинулих са територије Општине Рибница, из 1943. евидентиране су жртве рата страдале на разне начине са овог подручја, међу којима су наведена су и имена стрељаних октобра 1941. У Народном музеју сачуван је и Деловодник злочина окупатора (1945) и друга документација Државне комисије за утврђивање злочина окупатора и његових помагача. Током рада ове комисије настао је, на основу доказа, Списак жртава злочина, у прилогу Одлуке о утврђивању злочина за мајора Ота Деша, команданта 717. посадне дивизије Вермахта. Као званични документи легалног органа једне државе, сачувани у Архиву Југославије, они су били основа за оптужницу ДФЈ против наредбодаваца и извршилаца злочина, пред Савезничким војним судом у Нирнбергу. У извештају који је Влада ДФЈ 16. јануара 1946. доставила Међународном војном суду у Нирнбергу, поред списка жртава, налазе се “обрађене одлуке за одговорна лица масовног покоља цивилног становништва у Србији у саставу 717. посадне дивизије Вермахта“, формиране од 1 – 14. маја 1941, транспортоване за Србију од 15. маја 1941, од 11. јуна под командом 65. Више Команде за нарочиту употребу (Hohereskommande zur besonderen Verwendung).
Протоколи умрлих Српске православне цркве — парохијски спискови стрељаних (за: I, II, IV, V, VI парохију) и Матице покојних Римокатоличког жупског уреда у Краљеву, представљају аутентичне, оригиналне изворе (1941—1944) у којима су именовани страдали парохијани током Другог светског рата и међу њима најбројније — лагерске жртве. Ови извори се чувају у Одељењу матичне службе града Краљева. Нешто млађи извор — Списак избеглица у Краљеву, настао у провенијенцији среског Одбора за збрињавање избеглица и пресељеника 9. септембра 1942, чија је сврха била да евидентира изгнанике који су дошли на краљевачко подручје до лета 1942. (датовање уписано мастилом на печату Среског одбора за збрињавање избеглица и пресељеника), посредно, у напоменама бележи стрељане у лагеру.
Лични документи и предмети стрељаних, представљају драгоцене изворе о стрељанима, сачуване у збиркама Народног музеја и фондовима Историјског архива у Краљеву. У оквиру Народног музеја Краљево формирана је посебна тематска збирка Документа и предмети стрељаних октобра 1941. Њу је формирао тадашњи директор Мирослав Стаменовић. Откупом из приватног власништва 1970. године у збирку су ушли  оригинални спискови стрељаних, сачињени у овдашњим фабрикама и установама, евиденције настале непуну годину дана после стрељања, према наредби Окружног начелства у Краљеву. Последње поруке из лагера послате породицама предмети су од ванредне вредности у музеолошкој пракси јер проговарају својеручним записима страдалника. Садржај збирке чине и потврде немачке Команде места — издате породицама о стрељању ближњих током децембра 1941. Личне карте, легитимације, радне књижице, војне исправе стрељаних у лагеру —носе лични белег, траг о пређашњем животу страдалника — хранитеља породица, мајки, бивших „Сокола“, студената, ђака... У неговању културе сећања, велики је допринос породица стрељаних како би лични предмети стрељаних, као и они пронађени на стратишту (приликом подизања споменичког комплекса Спомен-парка) постали део колективне меморијалне баштине. Посебну групу предмета чине они који су по музеолошкој класификацији улазе у садржај других збирки историјског одељења (плакати, леци; архивалије; фотографије), а односе се на стрељање у лагеру октобра 1941.

## Одговорни
Припадници 717. ПОСАДНЕ ДИВИЗИЈЕ НЕМАЧКЕ АРМИЈЕ — ЈЕДИНИЦЕ ВЕРМАХТА
Порекло: Брук ан дер Лајта, *****, Аустрија
Формирана од 1. до 14. маја 1941, када је транспортована за Србију. Од 11. јуна под командом 65. ВИШЕ КОМАНДЕ ЗА НАРОЧИТУ УПОТРЕБУ (Hohereskommande zur besonderen Verwendung)
Државна комисија за утврђивање злочина забележила је „обрађене одлуке за лица одговорна за масовни покољ цивилног становништва од 15. до 20. октобра 1941. у Краљеву”. Имена најодговорнијих у командном саставу:
HOSTERBACH, генерал;
MACIEOVIČ ALFONS, поручник, Команда места;
DOESCH ОТО, мајор, командант штаба 749. пука;
, потпоручник;
, потпоручник;
, капетан;
, капетан;
, потпоручник;
, потпоручник;
, потпоручник;
, потпоручник;
, потпоручник;
, потпоручник;
, потпоручник;
, потпоручник;
, потпоручник;
, потпоручник;
, потпоручник;
, подофицир;
, подофицир;
, подофицир;
, подофицир;
, подофицир;
, подофицир;
, подофицир;
, подофицир;
, подофицир;
, подофицир;
, подофицир;
, подофицир;
MUELLER HEINRICH, агент Гестапоа

## Галерија
- Наредба о увођењу ванредног стања са преким судом од 15. октобра 1941. године.
- Ватрогасно друштво у Краљеву, чији су чланови учествовали у сахрањивању жртава.
- План Лагера у Краљеву
- Локомотивска хала у којој су држани таоци.
- Стрељање
- Новка и Загорка Блажић на гробљу стрељаних. Породица Блажић је изгубила 4 члана октобра 1941: Живана и његове синове Милорада, Михаила и Радосава.
- Memorijalna soba za žrtve streljanja oktobra 1941. godine
- Narodni muzej Kraljevo - Memorijalna soba za žrtve streljanja oktobra 1941. godine